# 侏羅蠍蛉屬
侏羅蠍蛉屬，又稱為侏森蚊蠍蛉屬，為已滅絕的蠍蛉，生存於約1.65億年前的中侏羅世。本屬僅包含唯一的模式種，即銀杏侏羅蠍蛉，正模標本發現於中國內蒙古自治區的道虎溝化石層。
2012年，銀杏侏羅蠍蛉從140個候選物種中被美國亞利桑那州立大學的物種考察國際研究所提拔為該年度的前10大新物種，並於2013年5月22日宣布甄選結果。銀杏侏羅蠍蛉最獨特的特徵在於牠們與當初和正模標本一同發現的葉片化石外型十分類似，是目前已知最早的擬態行為之一。

## 語言學
銀杏侏羅蠍蛉為侏羅蠍蛉屬下唯一的一種，其屬名「Juracimbrophlebi」由「Jura-（侏儸紀）」及「cimbrophlebia（支脈蚊蠍蛉科的模式屬）」組成；種小名「ginkgofolia」則是由拉丁文的「ginkgo（銀杏屬）」及「-folia（後綴詞）」組成，來自牠們類似銀杏葉的翅膀。

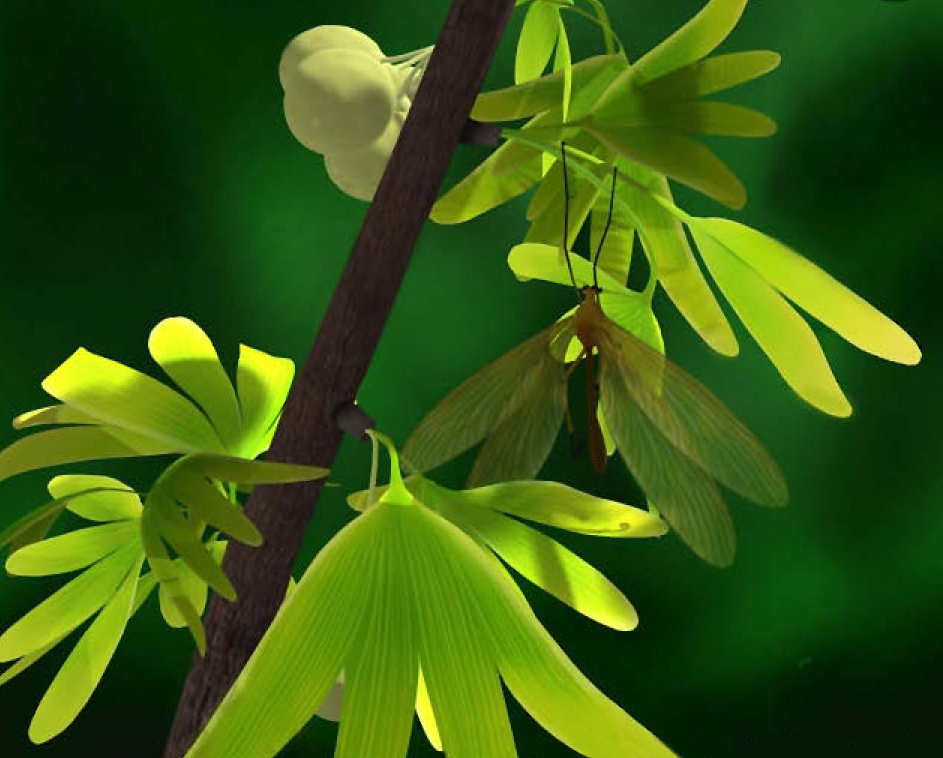
棲身於似銀杏屬枝葉間的銀杏侏羅蠍蛉復原圖

## 描述
正模標本CNU-MEC-NN-2010-050P/C目前收藏於中國首都師範大學的昆蟲演化與環境變遷重點實驗室，為保存了昆蟲外骨骼的壓紋化石，包含了幾乎完整的軀體（體長小於4 cm（1.6英寸））及四片翅膀，然而標本仍然有部分部位缺失，包括翅膀末端、生殖器、部分觸角及腿。複眼較大，幾乎占據了整個頭部側面。腿長而纖細，其上被許多軟毛覆蓋。標本保存了多達八個體節的腹部，但由於缺失末端部分，因此無法確認個體性別。銀杏侏羅蠍蛉最獨特的特徵在於牠們的翅膀，其翅脈與銀杏的葉脈非常相似，翅膀上的斑點和條紋更進一步增加它們與葉片的相似程度，甚至是難以區分。事實上在最初，研究人員將其誤認為是銀杏樹葉化石中的一部分。仔細檢查後，他們才發現這是一種棲息於枝葉中的昆蟲。

## 重要性
銀杏侏羅蠍蛉的化石與銀杏近親義馬果的葉片化石一同發現於地層年代約為中侏羅世（1.64-1.65億年前）的九龍山層。這組化石最獨特的特徵在於，蠍蛉翅膀的外型與義馬果的葉片非常相似，也因此，被認為是極罕見於開花植物輻射適應之前就已經存在的昆蟲與植物之間的擬態範例，且為目前已知最早的擬態行為之一。與大多數其他擅長透過飛行躲避掠食者的蠍蛉不同，銀杏侏羅蠍蛉顯然主要是透過偽裝成葉片以避免被掠食者發現。畢竟，於道虎溝化石層的動物相已有出土大量的掠食者物種，包括體型更大的掠食性昆蟲、哺乳動物、翼龍以及小型樹棲恐龍。銀杏侏羅蠍蛉的四片長翅膀與身體，是如此地與義馬果葉片相似，以至於即使在實驗室中也令科學家感到困惑，這其中就包括了銀杏侏羅蠍蛉的發現者之一，來自美國國立自然史博物館的康拉德·拉班迪拉（Conrad Labandeira）。